# Rärin
Rärin ist ein Ortsteil der Gemeinde Herscheid im Märkischen Kreis.

## Geographie
Die Ortschaft liegt auf einer Hochebene eingebettet im Naturpark Ebbegebirge im Sauerland. Der Ort liegt an der Kreisstraße 6 zwischen Herscheid und Werdohl. Die Entfernung zur Kerngemeinde Herscheid beträgt etwa 4 km.

## Nachbarorte
- Kleinhammer
- Bubbecke
- Altenmühle
- Wellin

## Geschichte
Das Entstehen der Bauerschaft Rärin mit einzelnen Außengehöften fällt in die Zeit der fränkischen und sächsischen Expansion. Die Bewohner von Rärin haben über Jahrhunderte ihr Auskommen in der Land- und Forstwirtschaft bestritten.
Im Jahr 1892 wurde der Männergesangverein gegründet. Die Freiwillige Feuerwehr existiert seit 1928.